# Scinax fuscomarginatus
Scinax fuscomarginatus é uma espécie de anfíbio da família Hylidae. Pode ser encontrada na Argentina, Paraguai, Bolívia, Brasil, Venezuela, Guiana e Suriname.